# Zahodna konferenca (NBA)
Zahodna konferenca NBA je narejena za 15 ekip, organiziranih v 3 oddelke za vsako 5 ekip.

## Organizacija
Ekipe Zahodne konference so organizirane tako:
- Severnozahodna divizija:

Denver Nuggets
Minnesota Timberwolves
Oklahoma City Thunder
Portland Trail Blazers
Utah Jazz
- Jugozahodna divizija:

Dallas Mavericks
Houston Rockets
Memphis Grizzlies
New Orleans Hornets
San Antonio Spurs
- Pacifiška divizija:

Golden State Warriors
Los Angeles Clippers
Los Angeles Lakers
Phoenix Suns
Sacramento Kings